# Judith Weir
Judith Weir   (Cambridge, 11 de maig de 1954) és una compositora escocesa nascuda a Anglaterra, reconeguda per les seves partitures de teatre musical. És considerada com una dels 50 millors compositors contemporanis del món, d'entre només tretze dones.

## Biografia
En la seva adolescència va formar part de la National Youth Orchestra i a continuació va estudiar amb Robin Holloway en el King's College de Cambridge.
Ha estat compositora associada de l'Orquestra Simfònica de la Ciutat de Birmingham entre 1995 i 1998, i de la BBC de Londres. Va ser directora artística del Festival Spitalfields de Londres entre 1995 i 2000. Ha rebut, entre d'altres, el premi del Cercle de Crítics de Londres en 1994 i el Stoeger Prize del Lincoln Center en 1997.

## Obra
Les seves primeres composicions van ser Out of the Air (1976) i King Harald's Saga (1979). El seu interès per les fonts musicals alternatives, especialment per la música popular xinesa, sèrbia, escocesa i espanyola, li va portar a compondre peces com The Consolation of Scholarship (1985), A Night at the Chinese Opera (1987), el drama musical Heaven Ablaze in His Breast (1989) i les dues òperes The Vanishing Bridegroom (1990) i Blond Eckbert (1994). Entre les seves obres recents figuren The welcome arrival of rain i Tiger Under the Table.

### Òperes
- The Black Spider (6-03-1985, Canterbury)
- The Consolations of Scholarship (5-05-1985, Durham)
- A Night at the Chinese Opera (8-07-1987, Cheltenham)
- The Vanishing Bridegroom (1990, Glasgow)
- Blond Eckbert (20-04-1994, Londres)
- Armida (2005)
- Miss Fortune (Achterbahn) (21-07-2011, Bregenzer Festspiele, amb la Royal Opera, Covent Garden, Londres).

### Altres obres notables
- King Harald's Saga (1979; soprano, que canta vuit rols)
- Concert per a piano (1997)
- We Are Shadows (1999; cor i orquestra)
- woman.life.song (2000; estrenada per Jessye Norman en el Carnegie Hall)
- The welcome arrival of rain (2001; orquestra)
- Tiger Under the Table (2002; conjunt de cambra)
- Piano Trio Two (2003-2004)

## Discografia selecta
Entre els enregistraments realitzats per Judith Weir destaquen les següents:
- 1979 - King Harald's Saga (Cala CACD88040, Signum Classics: SIGCD087)
- 1987 - A Night at the Chinese Opera (NMC D060)
- 1991 - On Buying a Horse: The songs of Judith Weir On Buying a Horse; Ox Mountain Was Covered by Trees; Songs from the Exotic; Scotch Minstrelsy; The Voice of Desire; A Spanish Liederbooklet; King Harald's Saga; Ständchen. Susan Bickley (mezzosoprano), Andrew Kennedy (tenor), Ailish Tynan (soprano), Ian Burnside (piano) (Signum SIGCD087)
- 1993 - Blond Eckbert Nicholas Folwell (baríton), Blond Eckbert; Anne-Marie Owens (mezzosoprano), Berthe; Christopher Ventris (tenor), Walther / Hugo / An Old Woman; Nerys Jones (soprano), A bird; Chorus and Orchestra of English National Opera; Siân Edwards (director) (Collins Classics: CD14612 / NMC: NMC D106)
- 1997 - Piano Concerto; Distance and Enchantment; various other chamber works (NMC D090)